# ماسيمو مارجيوتا
ماسيمو مارجيوتا (بالإيطالية: Massimo Margiotta)‏ (27 يوليو 1977 فنزويلا - ) هو لاعب كرة قدم إيطالي، شارك في الألعاب الأولمبية الصيفية 2000.

## روابط خارجية
- ماسيمو مارجيوتا على موقع الاتحاد الدولي (مؤرشف)  (الإنجليزية)
- ماسيمو مارجيوتا على موقع قاعدة بيانات كرة القدم.إي يو (الإنجليزية)
- ماسيمو مارجيوتا على موقع ناشيونال فوتبول تيمز (الإنجليزية)
- ماسيمو مارجيوتا على موقع Soccerway.com (الإنجليزية)
- ماسيمو مارجيوتا على موقع عالم كرة القدم.نت (الإنجليزية)
- ماسيمو مارجيوتا على موقع أوليمبيديا (الإنجليزية)